# New York Jets 1999
La stagione 1999 dei New York Jets è stata la 30ª della franchigia nella National Football League, la 40ª complessiva. Fu la terza e ultima stagione sotto la direzione del capo-allenatore Bill Parcells e anche l'ultima della proprietà della famiglia Hess. Il proprietario Leon Hess morì prima dell'inizio delle gare e, per sue direttiva, la squadra fu ceduta dopo la sua scomparsa. Ad acquistarla fu Woody Johnson di Johnson & Johnson.
I Jets venivano da un record di 12–4 nel 1998, quando avevano raggiunto la finale dell'American Football Conference. Scesero però a un bilancio di 8-8, in particolare a causa della rottura del tendine d'Achille del quarterback Vinny Testaverde e della rottura di due legamenti del running back Leon Johnson.

## Scelte nel Draft 1999
| Scelte dei Jets nel Draft 1999 | Scelte dei Jets nel Draft 1999 | Scelte dei Jets nel Draft 1999 | Scelte dei Jets nel Draft 1999 | Scelte dei Jets nel Draft 1999 |
| Giro                           | Scelta                         | Giocatore                      | Ruolo                          | College                        |
| ------------------------------ | ------------------------------ | ------------------------------ | ------------------------------ | ------------------------------ |
| 2                              | 57                             | Randy Thomas                   | G                              | Mississippi St.                |
| 3                              | 90                             | David Loverne                  | G                              | San Jose St.                   |
| 4                              | 123                            | Jason Wiltz                    | DT                             | Nebraska                       |
| 5                              | 162                            | Jermaine Jones                 | DB                             | NW State (LA)                  |
| 6                              | 183                            | Marc Megna                     | LB                             | Richmond                       |
| 6                              | 197                            | J.P. Machado                   | G                              | Illinois                       |
| 7                              | 223                            | Ryan Young                     | T                              | Kansas St.                     |
| 7                              | 235                            | J.J. Syvrud                    | LB                             | Jamestown                      |

## Calendario
| Stagione regolare | Stagione regolare       | Stagione regolare  | Stagione regolare           | Stagione regolare  |
| Turno             | Avversario              | Risultato          | Stadio                      |                    |
| ----------------- | ----------------------- | ------------------ | --------------------------- | ------------------ |
| 1                 | New England Patriots    | S 30–28            | Giants Stadium              |                    |
| 2                 | at Buffalo Bills        | S 17–3             | Ralph Wilson Stadium        |                    |
| 3                 | Washington Redskins     | S 27–20            | Giants Stadium              |                    |
| 4                 | at Denver Broncos       | V 21–13            | Mile High Stadium           |                    |
| 5                 | Jacksonville Jaguars    | S 16–6             | Giants Stadium              |                    |
| 6                 | Indianapolis Colts      | S 16–13            | Giants Stadium              |                    |
| 7                 | at Oakland Raiders      | S 24–23            | Network Associates Coliseum |                    |
| 8                 | Settimana di pausa      | Settimana di pausa | Settimana di pausa          | Settimana di pausa |
| 9                 | Arizona Cardinals       | V 12–7             | Giants Stadium              |                    |
| 10                | at New England Patriots | V 24–17            | Foxboro Stadium             |                    |
| 11                | Buffalo Bills           | V 17–7             | Giants Stadium              |                    |
| 12                | at Indianapolis Colts   | S 13–6             | RCA Dome                    |                    |
| 13                | at New York Giants      | S 41–28            | Giants Stadium              |                    |
| 14                | Miami Dolphins          | V 28–20            | Giants Stadium              |                    |
| 15                | at Dallas Cowboys       | V 22–21            | Texas Stadium               |                    |
| 16                | at Miami Dolphins       | V 38–31            | Pro Player Stadium          |                    |
| 17                | Seattle Seahawks        | V 19–9             | Giants Stadium              |                    |

## Classifiche
| AFC East               | AFC East | AFC East | AFC East | AFC East | AFC East | AFC East | AFC East |
|                        | V        | S        | P        | %        | PF       | PS       | STR      |
| ---------------------- | -------- | -------- | -------- | -------- | -------- | -------- | -------- |
| (2) Indianapolis Colts | 13       | 3        | 0        | .813     | 423      | 333      | S1       |
| (5) Buffalo Bills      | 11       | 5        | 0        | .688     | 320      | 229      | V3       |
| (6) Miami Dolphins     | 9        | 7        | 0        | .563     | 326      | 336      | S2       |
| New York Jets          | 8        | 8        | 0        | .500     | 308      | 309      | V4       |
| New England Patriots   | 8        | 8        | 0        | .500     | 299      | 284      | V1       |